# Pseudaletia consimilis
Pseudaletia consimilis là một loài bướm đêm trong họ Noctuidae.